# Оленино (Бежаницкий район)
Оле́нино — деревня на юго-востоке Бежаницкого района Псковской области. Входит в состав сельского поселения Бежаницкая волость.
Расположена в 7 км к югу от райцентра Бежаницы, в 2 км севернее деревни Аполье.
Численность населения деревни составляет 33 жителя (2000 год).
До 2005 года входила в состав ныне упразднённой Аполинской волости.